# Ольшево (Брестская область)
Ольшево (бел. Альшэва) — деревня в Берёзовском районе Брестской области Беларуси, в составе Песковского сельсовета. До 2013 года принадлежала упразднённому ныне Белоозёрскому сельсовету. Население — 138 человек (2019).
Название дано по имени дерева ольхи.

## География
Деревня практически примыкает с востока к восточным окраинам города Белоозёрск, фактически являясь его пригородом. С юга к деревне примыкает село Лисичицы. Местность принадлежит к бассейну Днепра, Ольшево, как и Белоозёрск стоит на перешейке между озёрами Белое и Чёрное, из которых осуществляется сток в Ясельду. Через деревню проходит местная автодорога от автомагистрали М1 в Дрогичин. Ближайшая ж/д станция в Белоозёрске на тупиковом ответвлении в город от магистрали Минск — Брест.

## История
В конце XVIII — начале XIX века имение принадлежало Войцеху Пусловскому (be:Войцех Пуслоўскі). В 1809 году Пусловский построил в Ольшево костёл св. Войцеха с фамильным склепом Пусловских при нём. В склепе был похоронен сам Пусловский, его жена Юзефа и брат жены российский государственный деятель Франциск-Ксаверий Друцкий-Любецкий. После разгрома восстания восстания 1863 года здание храма было передано православным и с 1867 года освящено как православная Успенская церковь.
В XIX веке входило в состав Песковской волости Слонимского уезда Гродненской губернии. По переписи 1897 года — имение рода Пусловских, действовали церковь и церковно-приходская школа. С 1915 года оккупирована германскими войсками, с 1919 года до июля 1920 года — войсками Польши (в июле—августе временно установлена советская власть).
Согласно Рижскому мирному договору (1921) деревня вошла в состав межвоенной Польши. В 1924 году принадлежала гмине Пески Косовского повета Полесского воеводства. С 1939 года в составе БССР. С 1940 года в Ольшевском сельсовете Берёзовского района. В период 1941—1944 годов оккупирована немецко-фашистскими захватчиками. Здание храма было полностью разрушено, от него остался лишь небольшой фрагмент кладки.
16 июля 1954 года сельсовет переименован в Нивковский (центр — деревня Нивки). С 12 декабря 1960 года в Белоозёрском сельском (с 25 июня 1960 года поселковом) совете, с 22 января 1963 года в составе Здитовского сельсовета, с 7 октября 1968 года в Белоозёрском поселковом Совете.
До 17 сентября 2013 года деревня входила в состав Белоозёрского сельсовета.

## Население
| Численность населения (по годам) | Численность населения (по годам) | Численность населения (по годам) | Численность населения (по годам) | Численность населения (по годам) | Численность населения (по годам) | Численность населения (по годам) | Численность населения (по годам) | Численность населения (по годам) | Численность населения (по годам) |
| 1897                             | 1905                             | 1924                             | 1940                             | 1959                             | 1970                             | 1999                             | 2005                             | 2009                             | 2019                             |
| -------------------------------- | -------------------------------- | -------------------------------- | -------------------------------- | -------------------------------- | -------------------------------- | -------------------------------- | -------------------------------- | -------------------------------- | -------------------------------- |
| 27                               | ↗40                              | ↗41                              | ↗48                              | ↗60                              | ↗114                             | ↘57                              | ↘56                              | ↗113                             | ↗138                             |

## Достопримечательности
- Памятник-обелиск, расположенный между деревней и Белоозёрским энергомеханическим заводом. По разным данным, памятник поставлен на месте захоронения шведов, которые погибли во время Северной войны (1700—1721), или французов, которые погибли в 1812 году. По другим сведениям, открытый в 1912 году в честь 100-летия победы в Отечественной войне 1812 года.
- Руины костела Святого Войцеха (1809)
- В фамильном склепе Пусловских похоронен Франциск-Ксаверий Друцкий-Любецкий.